# Șinteu (gmina)
Șinteu – gmina w Rumunii, w okręgu Bihor. Obejmuje miejscowości Huta Voivozi, Socet, Șinteu i Valea Târnei. W 2011 roku liczyła 1021 mieszkańców.